# Nouhoum Diawara
Nouhoum Diawara es un deportista maliense que compite en taekwondo. Ganó una medalla de bronce en el Campeonato Africano de Taekwondo de 2023, en la categoría de +87 kg.

## Palmarés internacional
| Campeonato Africano | Campeonato Africano      | Campeonato Africano | Campeonato Africano |
| Año                 | Lugar                    | Medalla             | Categoría           |
| ------------------- | ------------------------ | ------------------- | ------------------- |
| 2023                | Abiyán (Costa de Marfil) | Medalla de bronce   | +87 kg              |